# Паррсборо
Паррсборо (англ. Parrsboro) — містечко в Канаді, у провінції Нова Шотландія, у складі графства Камберленд.

## Населення
За даними перепису 2016 року, містечко нараховувало 1205 осіб, показавши скорочення на 7,7%, порівняно з 2011-м роком. Середня густина населення становила 81,4 осіб/км².
З офіційних мов обидвома одночасно володіли 55 жителів, тільки англійською — 1 140, а 5 — жодною з них. Усього 20 осіб вважали рідною мовою не одну з офіційних, з них 5 — українську.
Працездатне населення становило 45,3% усього населення, рівень безробіття — 13,4% (15,6% серед чоловіків та 13% серед жінок). 83,5% осіб були найманими працівниками, а 15,5% — самозайнятими.
Середній дохід на особу становив $32 668 (медіана $23 696), при цьому для чоловіків — $39 218, а для жінок $26 968 (медіани — $30 496 та $20 370 відповідно).
21% мешканців мали закінчену шкільну освіту, не мали закінченої шкільної освіти — 27,6%, 51,4% мали післяшкільну освіту, з яких 24,5% мали диплом бакалавра, або вищий.
| Статево-вікова структура населення | Статево-вікова структура населення | Статево-вікова структура населення | Статево-вікова структура населення | Статево-вікова структура населення |
| ---------------------------------- | ---------------------------------- | ---------------------------------- | ---------------------------------- | ---------------------------------- |
|                                    |                                    |                                    |                                    |                                    |
| Всього                             | Всього                             | 46,3%53,8%                         |                                    |                                    |
| 0 — 14 років                       | 0 — 14 років                       |                                    | 11,2%                              | 11,2%                              |
| 15 — 64 років                      | 15 — 64 років                      |                                    | 59,5%                              | 59,5%                              |
| 65 і більше                        | 65 і більше                        |                                    | 29,3%                              | 29,3%                              |
| 85 і більше                        | 85 і більше                        |                                    | 4,1%                               | 4,1%                               |
| Середній вік (років)               | Середній вік (років)               | 48,050,5                           | 49,3                               | 49,3                               |
| Медіана (років)                    | Медіана (років)                    | 52,155,1                           | 53,5                               | 53,5                               |
| — чоловіки — жінки                 |                                    |                                    |                                    |                                    |

| Походження мешканців:     | Походження мешканців:     | Походження мешканців: | Походження мешканців: | Походження мешканців: |
| ------------------------- | ------------------------- | --------------------- | --------------------- | --------------------- |
| Походження                |                           |                       | осіб                  | %                     |
| Корінні американці        | Корінні американці        |                       | 105                   | 8.79%                 |
| Інше північноамериканське | Інше північноамериканське |                       | 605                   | 50.63%                |
| Європейське               | Європейське               |                       | 835                   | 69.87%                |
| британське                | британське                |                       | 745                   | 62.34%                |
| французьке                | французьке                |                       | 185                   | 15.48%                |
| українське                | українське                |                       | 10                    | 0.84%                 |
| Азійське                  | Азійське                  |                       | 10                    | 0.84%                 |

| Зайнятість населення за галузями (за класифікацією NOC): | Зайнятість населення за галузями (за класифікацією NOC): | Зайнятість населення за галузями (за класифікацією NOC): | Зайнятість населення за галузями (за класифікацією NOC): | Зайнятість населення за галузями (за класифікацією NOC): |
| -------------------------------------------------------- | -------------------------------------------------------- | -------------------------------------------------------- | -------------------------------------------------------- | -------------------------------------------------------- |
|                                                          |                                                          |                                                          |                                                          |                                                          |
| Управління                                               | Управління                                               |                                                          | 11,5%                                                    | 11,5%                                                    |
| Бізнес, фінанси та адміністрування                       | Бізнес, фінанси та адміністрування                       |                                                          | 9,4%                                                     | 9,4%                                                     |
| Природничі та прикладні науки                            | Природничі та прикладні науки                            |                                                          | 2,1%                                                     | 2,1%                                                     |
| Охорона здоров'я                                         | Охорона здоров'я                                         |                                                          | 7,3%                                                     | 7,3%                                                     |
| Освіта, правозахист, муніципальні та урядові служби      | Освіта, правозахист, муніципальні та урядові служби      |                                                          | 9,4%                                                     | 9,4%                                                     |
| Мистецтво, культура, відпочинок та спорт                 | Мистецтво, культура, відпочинок та спорт                 |                                                          | 5,2%                                                     | 5,2%                                                     |
| Роздрібна торгівля та послуги                            | Роздрібна торгівля та послуги                            |                                                          | 28,1%                                                    | 28,1%                                                    |
| Гуртова торгівля, транспорт та обладнання                | Гуртова торгівля, транспорт та обладнання                |                                                          | 21,9%                                                    | 21,9%                                                    |
| Природні ресурси, сільське господарство                  | Природні ресурси, сільське господарство                  |                                                          | 4,2%                                                     | 4,2%                                                     |
| Виробництво                                              | Виробництво                                              |                                                          | 3,1%                                                     | 3,1%                                                     |

## Клімат
Середня річна температура становить 5,9°C, середня максимальна – 21,8°C, а середня мінімальна – -12,6°C. Середня річна кількість опадів – 1 245 мм.
| Клімат поселення                              | Клімат поселення | Клімат поселення | Клімат поселення | Клімат поселення | Клімат поселення | Клімат поселення | Клімат поселення | Клімат поселення | Клімат поселення | Клімат поселення | Клімат поселення | Клімат поселення | Клімат поселення |
| Показник                                      | Січ.             | Лют.             | Бер.             | Квіт.            | Трав.            | Черв.            | Лип.             | Серп.            | Вер.             | Жовт.            | Лист.            | Груд.            |                  |
| Середній максимум, °C                         | −0,64            | −0,19            | 4,26             | 9,96             | 15,77            | 20,47            | 21,78            | 21,79            | 17,89            | 12,45            | 7,11             | 0,74             |                  |
| Середня температура, °C                       | −6,61            | −6,17            | −1,71            | 3,99             | 9,79             | 14,49            | 17,75            | 17,76            | 13,86            | 8,40             | 3,07             | −3,29            |                  |
| Середній мінімум, °C                          | −12,59           | −12,13           | −7,69            | −1,98            | 3,83             | 8,53             | 13,70            | 13,71            | 9,79             | 4,36             | −0,98            | −7,33            |                  |
| Норма опадів, мм                              | 113              | 90               | 112              | 101              | 104              | 96               | 88               | 85               | 110              | 108              | 119              | 119              |                  |
| Середньомісячна швидкість вітру, м/с          | 4.79             | 4.74             | 4.76             | 4.59             | 4.17             | 3.81             | 3.50             | 3.42             | 3.77             | 4.27             | 4.57             | 4.89             |                  |
| Середньомісячна сонячна радіація, кДж/м²·день | 5128             | 8525             | 12182            | 15135            | 18146            | 20421            | 20111            | 17762            | 13476            | 8628             | 5014             | 3905             |                  |
| --------------------------------------------- | ---------------- | ---------------- | ---------------- | ---------------- | ---------------- | ---------------- | ---------------- | ---------------- | ---------------- | ---------------- | ---------------- | ---------------- | ---------------- |
| Джерело:                                      |                  |                  |                  |                  |                  |                  |                  |                  |                  |                  |                  |                  |                  |